# 1719

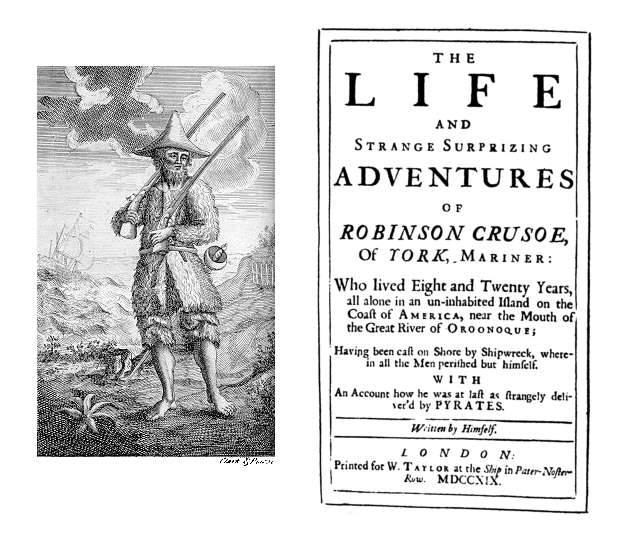
Primeira edição do romance Robinson Crusoe.

- Wikisource

| Calendário gregoriano                                                        | 1719 MDCCXIX                         |
| Ab urbe condita                                                              | 2472                                 |
| Calendário arménio                                                           | 1168 – 1169                          |
| Calendário bahá'í                                                            | -125 – -124                          |
| Calendário budista                                                           | 2263                                 |
| Calendário chinês                                                            | 4415 – 4416 Início a 19 de fevereiro |
| Calendário copta                                                             | 1435 – 1436                          |
| Calendário etíope                                                            | 1711 – 1712                          |
| Calendários hindus - Vikram Samvat - Calendário nacional indiano - Cáli Iuga | 1774 – 1775 1640 – 1641 4819 – 4820  |
| Calendário Holoceno                                                          | 11719                                |
| Calendário islâmico                                                          | 1131 – 1132                          |
| Calendário judaico                                                           | 5479 – 5480                          |
| Calendário persa                                                             | 1097 – 1098                          |
| Calendário rúnico                                                            | 1969                                 |
| Calendário solar tailandês                                                   | 2262                                 |

1719 (MDCCXIX, na numeração romana) foi um ano comum do século XVIII do actual Calendário Gregoriano, da Era de Cristo, e a sua letra dominical foi A (52 semanas), teve início a um domingo e terminou também a um domingo.
| Ano completo                    |
| ------------------------------- |
| Ano comum com início ao domingo |

## Eventos
- 4 de Março - Criação da Diocese de Belém do Pará, Brasil, pelo Papa Clemente XI.
- 8 de abril - Moreira Cabral fundava a futura cidade de Cuiabá, atual capital mato-grossense.
- 25 de Abril - É publicado o romance Robinson Crusoe do escritor inglês Daniel Defoe.
- Erupção submarina a Oeste da ilha de São Miguel, Açores.
- Fim do reinado de Druk Rabgye, Desi Druk do Reino do Butão.
- Inicio do reinado de Ngawang Gyamtsho, Desi Druk do Reino do Butão, reinou até 1729.
- Início da construção do Solar do abastado proprietário Manuel Avelar, que actualmente é a Câmara Municipal de Velas, as obras ficaram concluídas em 1744.[1]

## Nascimentos
- 5 de março - João Carlos Mascarenhas da Silva, político e nobre português (m. 1806).
- Francisco José Freire, escritor português (m. 1773).

## Mortes
- 3 de maio - Pierre Le Gros, o Jovem, escultor francês (n. 1666).

## Por tema
- 1719 na literatura
- 1719 na música